# Protohydroides
Protohydroides är ett släkte av ringmaskar som beskrevs av Tohru Uchida 1978. Protohydroides ingår i familjen Serpulidae.
Släktet innehåller bara arten Protohydroides elegans.